# Chiesa di San Giovanni in Tuba
La chiesa di San Giovanni in Tuba è un edificio religioso situato poco fuori dall'abitato di San Giovanni al Timavo.

## Storia e descrizione

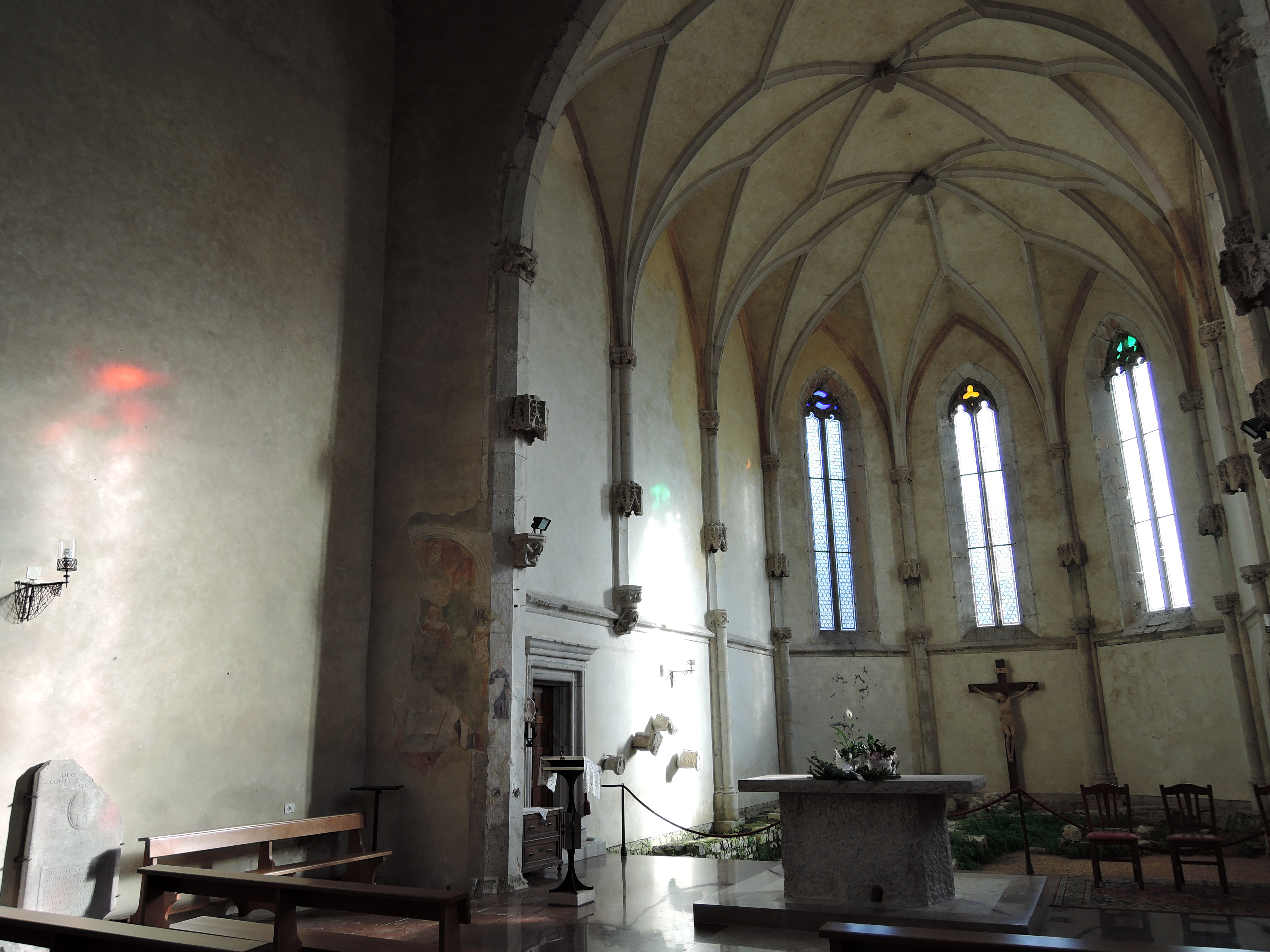
Linterno

Risalente al 1483, l'edificio di culto è un raro esempio nella regione di stile gotico ogivale di gusto carinziano. Fu edificato per volere dei signori Walsee e ricostruito in parte dopo i danni della Seconda guerra mondiale.
Sorge sul luogo di una basilica paleocristiana, di cui si conservano un muro e un mosaico, risalenti al V secolo nel presbiterio, sorta su di un antico tempio romano. Dal 568 si ebbe l'occupazione del territorio da parte dei Longobardi. Nel 615 si seppelliranno in chiesa varie reliquie e arredi preziosi della basilica di Aquileia per salvarli dall'attacco barbarico posto dagli Avari all'area friulana, rimarranno sepolte fino al ritrovamento nel 1085.
Intorno al 950 sorse anche il monastero di San Giovanni al Timavo o di Tuba. 
Il monastero e la chiesa verranno nuovamente ricostruite dai monaci benedettini verso la metà del X secolo in raccordo col capitolo della cattedrale di San Giusto di Trieste che aveva dei diritti sulla chiesa. 
Nell'XI secolo il feudo di Duino dipende dal Patriarcato di Aquileia e il patriarca Enrico unirà il monastero di San Giovanni all'abbazia di San Martino della Beligna di Aquileia, anche il patriarca Ulrico confermerà questa unione. Nel 1085 durante i lavori di restauro si scopre l'antico tesoro sepolto che si riporterà ad Aquileia, la scoperta accrescerà la fama del monastero ed in particolare la sagra per la festa del giorno del suo santo titolare (24 giugno), inizierà a richiamare una moltitudine di persone di ogni parte del Carso fino da Trieste, il patriarca Ulrico nel 1112 farà ricostruire la basilica ampliandola e nel 1120 diverrà abbazia ne doterà quindi di ampi possedimenti: dieci mansi posti in Duino, la pieve di Marciliana (Monfalcone) e dieci mansi nella località di Gradisca.

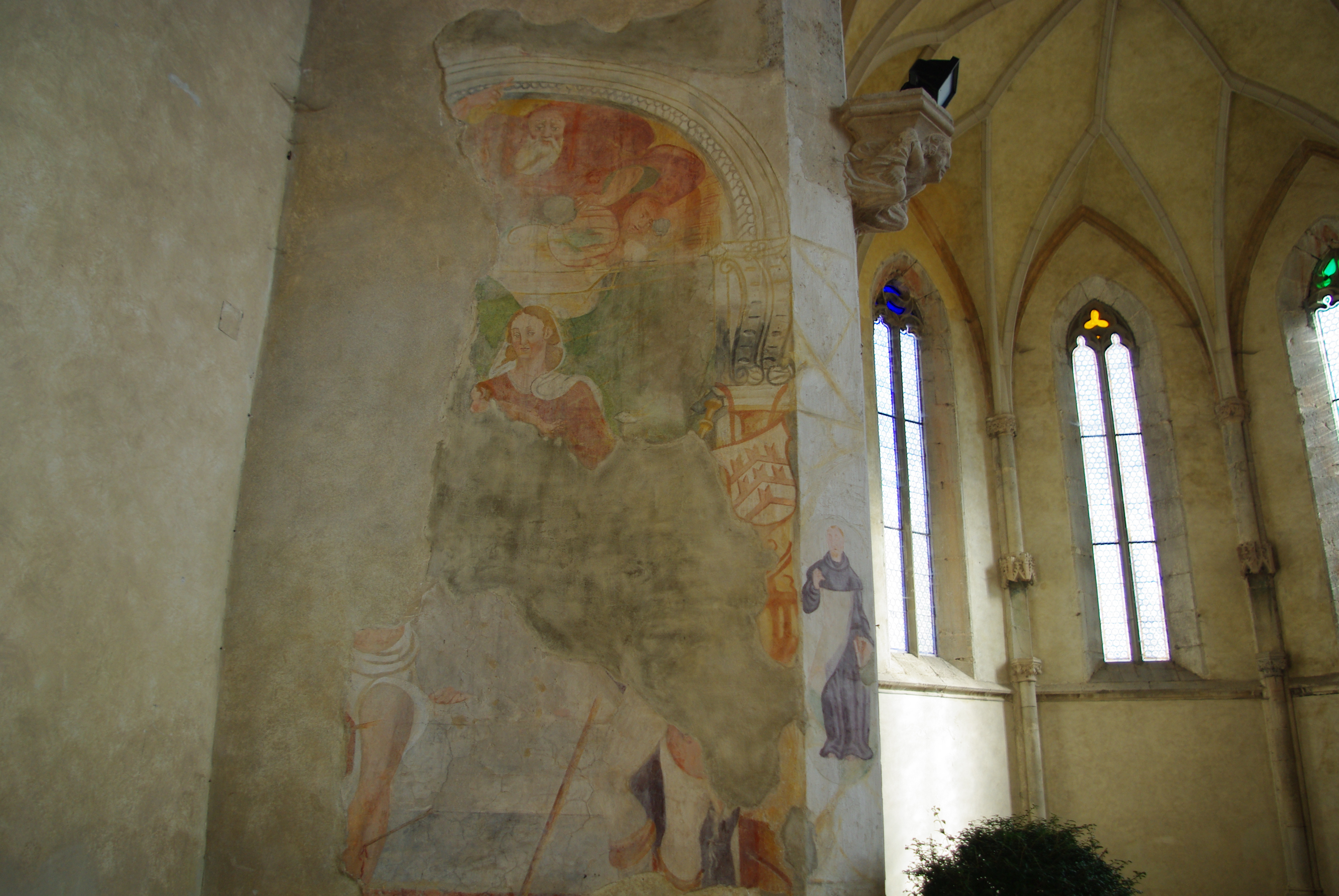
Lacerti di affresco

Nel 1289, dopo la morte dell'abate, Ugone di Duino, capitano generale del Conte di Gorizia, s'impossessa del monastero, il Papa Nicolò IV incaricò allora il vescovo di Castello (Venezia) d'indagare su questa usurpazione e di condannare eventualmente Ugone, non vi sarà nessuna condanna ed i signori di Duino mantennero indisturbati il loro potere sul monastero che venne trasformato in un castello ed appropriandosi definitivamente dei suoi possessi. Nel 1399, estintasi con Ugone VII la stirpe dei Duinati, tutte le proprietà vanno in eredità ai Walsee.
Nel 1483 è testimoniata la ricostruzione della nuova chiesa di San Giovanni, essendo totalmente distrutta quella più antica durante una scorreria dei Turchi. Nel 1519 avvenne il restauro della chiesa per opera dei nuovi castellani di Duino gli Hofer, danneggiata dopo il bombardamento del castello da parte dei veneziani nella guerra del 1508. Gli Hofer erano imparentati con i Della Torre, che da essi ereditarono anche la Signoria di Duino e negli ultimi anni del XVI secolo restaurarono il castello e la chiesa. Intorno al 1653 finì l'opera di ampliamento della chiesa voluta dal conte Raimondo della Torre, si conservò l'antica abside gotica, egli fece anche costruire la cappella di S. Spirito facendo rinascere il convento per i frati Serviti chiamati ad officiare in essa, essi vi rimasero fino al 1783 quando quest'ultimo venne soppresso.
All'interno si conservano inoltre una lapide funebre del XII secolo, un'iscrizione del 1113 e, sopra la sagrestia, un piccolo lapidario con calchi di iscrizioni antiche scoperte nella zona e oggi murate nel muro esterno dell'abside della chiesa. Tra queste una dedicata a Caio Sempronio Tuditano, vincitore della battaglia del Timavo contro gli Istri nel 129 a.C., una a Ercole e una alla Spes.
Il toponimo “Tuba” deriva forse da tumba, in considerazione delle lapidi rinvenute presso il sito, o dal vocabolo latino tuba che designa un condotto naturale o artificiale delle acque, in relazione al vicino fiume sotterraneo.